# Guadalupiense
| Era Eratema | Periodo Sistema | Época Serie                | Edad Piso                      | Inicio, en millones de años |
| ----------- | --------------- | -------------------------- | ------------------------------ | --------------------------- |
| Paleozoico  | Pérmico         | Lopingiense Lopingiano     | Changhsingiense Changhsingiano | 254,2±0,1                   |
| Paleozoico  | Pérmico         | Lopingiense Lopingiano     | Wuchiapingiense Wuchiapingiano | 259,51±0,21                 |
| Paleozoico  | Pérmico         | Guadalupiense Guadalupiano | Capitaniense Capitaniano       | 264,28±0,16                 |
| Paleozoico  | Pérmico         | Guadalupiense Guadalupiano | Wordiense Wordiano             | 266,9±0,4                   |
| Paleozoico  | Pérmico         | Guadalupiense Guadalupiano | Roadiense Roadiano             | 274,4±0,4                   |
| Paleozoico  | Pérmico         | Cisuraliense Cisuraliano   | Kunguriense Kunguriano         | 283,3±0,4                   |
| Paleozoico  | Pérmico         | Cisuraliense Cisuraliano   | Artinskiense Artinskiano       | 290,1±0,1                   |
| Paleozoico  | Pérmico         | Cisuraliense Cisuraliano   | Sakmariense Sakmariano         | 293,52±0,17                 |
| Paleozoico  | Pérmico         | Cisuraliense Cisuraliano   | Asseliense Asseliano           | 298,9±0,2                   |
| Paleozoico  | Carbonífero     | Carbonífero                | Carbonífero                    | 358,86±0,19                 |
| Paleozoico  | Devónico        | Devónico                   | Devónico                       | 419,62±1,36                 |
| Paleozoico  | Silúrico        | Silúrico                   | Silúrico                       | 443,1±0,9                   |
| Paleozoico  | Ordovícico      | Ordovícico                 | Ordovícico                     | 486,8 ±1,5                  |
| Paleozoico  | Cámbrico        | Cámbrico                   | Cámbrico                       | 538,8±0,6                   |

El Guadalupiense o Guadalupiano es la segunda serie y época del Pérmico en la escala temporal geológica. Sucede al Cisuraliense y antecede al Lopingiense. Comienza hace unos 274 millones de años y finaliza hace unos 259 millones de años. Está dividido en tres pisos/edades:  Roadiense, Wordiense y Capitaniense.
El Guadalupiense es, a menudo, sinónimo del término informal Pérmico Medio.

## Nombre
Es llamado así por la sierra de Guadalupe en Nuevo México. El nombre «Guadalupiense» fue propuesto inicialmente en los tempranos 1900, y aprobado por la Comisión Internacional de Estratigrafía, a propuesta de la International Subcommission on Permian Stratigraphy, en 1996.

## Biodiversidad
Los terápsidos llegaron a ser los animales terrestres dominantes en el Guadalupiense, desplazando a los pelicosaurios y a los temnospóndilos no acuáticos. Los terápsidos evolucionaron del grupo de pelicosaurios, llamados esfenacodontios. Los terápsidos consisten de cuatro grandes clados: los dinocéfalos, los herbívoros anomodontos, los carnívoros biarmosuquios, y los muy carnívoros teriodontes. Después de una breve explosión de diversidad evolucionaria, los dinocéfalos murieron en el Guadalupiense tardío.[cita requerida]
Una extinción masiva ocurrió hace 273 millones de años en el Guadalupiense temprano, antes que la Extinción masiva del Pérmico-Triásico.
Ésta extinción se llamó, originalmente, brecha de Olson, ya que se pensaba que era un problema de preservación de fósiles. Desde los 1990s ha sido re-llamado extinción de Olson. Éste evento de extinción ocurrió cerca del comienzo de la época y llevó a un período extendido de baja diversidad cuando dos tercios de la vida vertebrada terrestre se perdió a nivel mundial. La diversidad global aumentó dramáticamente, por el final, probablemente por el resultado de desastre de llenado taxonómico de vacíos, solo para caer nuevamente cuando el evento de final del Guadalupiense causó una caída de diversidad en el Wuchiapingiense.
No hay acuerdo de la causa para la extinción de Olson. El cambio climático puede ser una causa posible. Ambientes extremos fueron observados desde el Pérmico de Kansas, el cual resultó de una combinación de clima caliente y aguas ácidas, particularmente, coincidente con la extinción de Olson. Si éste cambio climático fue un resultado de los procesos naturales de la Tierra o exacerbado por el evento, se desconoce.

## Clima
El clima se asemeja mucho al de la actual Asia central. Pangea era un supercontinente y tenía veranos calientes muy secos e inviernos fríos amargos. Las costas eran tropicales y tenían monzones.
Los primeros dos tercios de la época fueron la continuación de un clima templado y tropical. Estos empezaron a secarse, y la formación de carbón de la época previa se detuvo. El cambio de clima, también, proporcionó un nuevo ambiente para los tetrápodos, reptiles, peces, plantas e invertebrados.
En el último tercio, la temperatura comenzó a caer y muchos arrecifes de coral murieron. Además el incremento de la actividad volcánica trajo una reducción en oxígeno, un invernadero y extinción masiva.

## Roadiense
La edad Roadiense fue entre 272.3 ± 0.5 – 268.8 ± 0.5 Mya.
La Extinción de Olson fue una pérdida global de vida terrestre vertebrada que ocurrió durante el Roadiense y Wordiano.
La fauna no se recuperó, totalmente, de la Extinción de Olson, antes del impacto del evento de la Extinción Pérmico-Triásica. Los estimados del tiempo de recuperación varían, en el cual algunos autores indican que la recuperación fue prolongada, durando 30 millones de años en el Triásico.
Varios eventos importantes tomaron lugar durante la Extinción de Olson, el más notable, el origen de los terápsidos, un grupo que incluye los ancestros evolutivos de los mamíferos. Investigaciones posteriores del recién identificado terápsido primitivo de la Formación Xidagou (localidad Dashankou) en China de la edad Roadiense pueden proveer más información del tópico.

## Wordiense
La edad Wordiense fue entre 268.8 ± 0.5 – 265.1 ± 0.4 Mya.
La base de la edad Wordiense está definida como un lugar en el registro estratigráfico en el cual los fósiles de especies de conodontos Jinogondolella aserrata aparecieron por primera vez. El perfil de referencia global para este borde estratigráfico está ubicado en el "Getaway Ledge" en las Montañas Guadalupe de Texas.
La cima del Wordiense (la base de la edad Capitaniense) está definida como el lugar en el registro estratigráfico, en el cual las especies de conodontos Jinogondolella postserrata aparecieron por primera vez.

## Capitaniense
La edad Capitaniense fue entre 265.1 ± 0.4 – 259.8 ± 0.4 Mya.
El Guadalupiense finalizó con un ambiente deteriorado: condiciones de invernadero, y varias series de extinciones masivas; ambos los grandes dinocéfalos, otro taxón en tierra y varios invertebrados en el mar. Podrán ser seguidas por nuevos tipos de terápsidos, especialmente, los gorgonopsia, entre otros.
El significativo evento de extinción masiva (El evento de extinción del final de Capitaniense) ocurrió en el final de esta época, el cual fue asociado con anoxia y acidificación en los océanos y, posiblemente, causado por erupciones volcánicas que produjeron las traps de Emeishan. Este evento de extinción puede estar relacionado al más grande evento de extinción Pérmico-Triásico que siguió 10 millones de años después.
Los isotopos de carbono en caliza marina de la Edad Capitaniense muestran un incremento en valores de  δ13C. El cambio en isotopos de carbono en el agua marina refleja enfriamiento de clima global.
Este enfriamiento climático puede haber causado fin del evento de extinción Capitaniense entre especies que vivían en agua caliente, como grandes fusulinida (verbeekninidos), grandes bivalvos (alatoconchidos) y corales rugosos, y waagenofilidos.

## Otras subdivisiones
Subdivisiones que son, algunas veces, utilizadas:
- Kazaniano o Maokoviano (Europeo) [270.6 ± 0.7 – 260.4 ± 0.7 Mya]
- Edad Braxtoniana (Nueva Zelanda) [270.6 ± 0.7 – 260.4 ± 0.7 Mya]